# Преснецов, Алексей Мефодьевич
Алексе́й Мефо́дьевич Преснецо́в (25 февраля 1926, Вятский уезд, Вятская губерния — 22 июля 1993, Москва) — советский актёр театра и кино. Заслуженный артист РСФСР (1985).

## Биография
Алексей Мефодьевич Преснецов родился 25 февраля 1926 года в деревне Фёдоровичи.
В 1941-1944 годах работал фрезеровщиком-инструментальщиком на заводе «Прогресс» в Омске. В 1944-1947 годах учился в студии при Омском драматическом театре.
Свои первые шаги на подмостках сцены в качестве профессионального актёра А. М. Преснецов сделал в 1945 году в Омском областном драматическом театре, в котором прослужил до 1948 года. В 1948-1949 годах учился на вокальном отделении музыкального училища при Московской консерватории им. П.И. Чайковского. В 1949—1950 годах — артист Московского государственного Камерного театра. В 1950—1954 годах — в труппе Первого драматического театра Группы советских войск в ГДР (Потсдам). Там же начал сниматься в кино.
В 1954-1956 годах — актёр Московского театра им. М.Н. Ермоловой. С 1957 по 1962 годы служил в Московском драматическом театре. В 1962—1966 годах вновь играл в Первом драматическом театре Группы Советских войск в Германии. В 1966 году Алексей Мефодьевич окончательно остановил свой выбор на Московском академическом театре имени Владимира Маяковского, в котором прослужил до 1987 года.
Скончался 22 июля 1993 года на 68-м году жизни в городе Москве. Похоронен в колумбарии Востряковского кладбища.

## Фильмография
1. 1954 — Эрнст Тельман — сын своего класса (ГДР) — Мельников
2. 1959 — Человек меняет кожу — Немировский
3. 1963 — Карбид и щавель (ГДР)
4. 1967 — Путь в «Сатурн» — Пантелеев, пойманный диверсант
5. 1968—1971 — Освобождение — генерал-полковник авиации С. И Руденко
6. 1969 — Адъютант его превосходительства (ТВ) — Басов
7. 1969 — Здравствуйте, наши папы! (ТВ) (фильм-спектакль) — Васильев
8. 1969 — Сокровища пылающих скал — Кирилл Михайлович, капитан
9. 1969 — Христиане (фильм-спектакль) — частный пристав
10. 1970 — Поезд в завтрашний день — работник Совнаркома
11. 1970 — Михаил Лунин. Размышления о судьбе декабриста (фильм-спектакль) — генерал-инспектор
12. 1970 — Сердце России — эпизод
13. 1971 — Любимая роль (документальный) — сцена из спектакля «Разгром», архивные кадры
14. 1972 — За твою судьбу — работник паспортного стола
15. 1972 — На Севере, на Юге, на Востоке, на Западе
16. 1973 — Дела сердечные — симулянт-выпивоха, разбивший большое зеркало в холле ресторана
17. 1973 — С весельем и отвагой — начальник рыболовецкого хозяйства
18. 1973 — Товарищ генерал — Корняков
19. 1974 — Высокое звание. Фильм 2. Ради жизни на земле — генерал артиллерии
20. 1974—1977 — Хождение по мукам. 13 серия. Хмурое утро (ТВ) — эпизод (в титрах указан как — А. Приснецов)
21. 1976 — Всего одна ночь — Николай Андреевич Анихин, генерал милиции
22. 1976 — Дневной поезд (ТВ)
23. 1976 — Дни хирурга Мишкина (ТВ) — начальник горздравотдела
24. 1977 — Блокада. Часть 2 — Л. А. Говоров
25. 1978 — Однокашники — работник министерства
26. 1978 — Поворот — Королёв
27. 1979 — Интервью в Буэнос-Айресе (фильм-спектакль) — Эрнесто Рохас
28. 1979 — Особо важное задание — представитель Государственного Комитета Обороны
29. 1979 — Поэма о крыльях — соратник Сикорского
30. 1980 — Простая девушка (фильм-спектакль) — дядя Оли Константин Белоусов, директор завода
31. 1984 — Мой избранник — начальник на обсуждении проекта нового проспекта в кабинете Кабаковой
32. 1984 — Победа (СССР/ГДР) — адмирал Логи
33. 1985 — Контракт века — Борис Егорович, министр строительства предприятий нефтяной и газовой промышленности
34. 1985 — Неудобный человек — Матейкин
35. 1985 — Соучастие в убийстве — комиссар полиции
36. 1986 — Жизнь Клима Самгина — Тимофей Степанович Варавка

## Комментарии
1. ↑  Деревня Фёдоровичи, относившаяся к Анкушинской волости Слободского уезда, в 1920-е — к Загарской волости Вятского уезда, в последующем входила в состав Анкушинского сельсовета Кировского (в 1941—1958 — Медянского) района; не сохранилась, ныне — территория Юрьянского района Кировской области[1].